# Lago Santa Lucía
Lago Santa Lucía (en inglés: Lake St. Lucia; en afrikáans: St. Luciameer) es un sistema de lagos estuarios en el norte de KwaZulu-Natal, Sudáfrica. El lago está dentro del Parque del Humedal de iSimangaliso (un Patrimonio de la Humanidad). El lago fue nombrado Santa Lucía por Manuel Perestrerello el 13 de diciembre de 1575, el día de la fiesta de Santa Lucía. Su nombre se cambió más tarde a «St. Lucia». El lago tiene 40 km de largo, 10 km de ancho y 1 m de profundidad en promedio.  El lago ofrece un hogar a diversas especies de aves, y animales como peces, cocodrilos, hipopótamos y grandes manadas de antílopes.